# Sjeitel

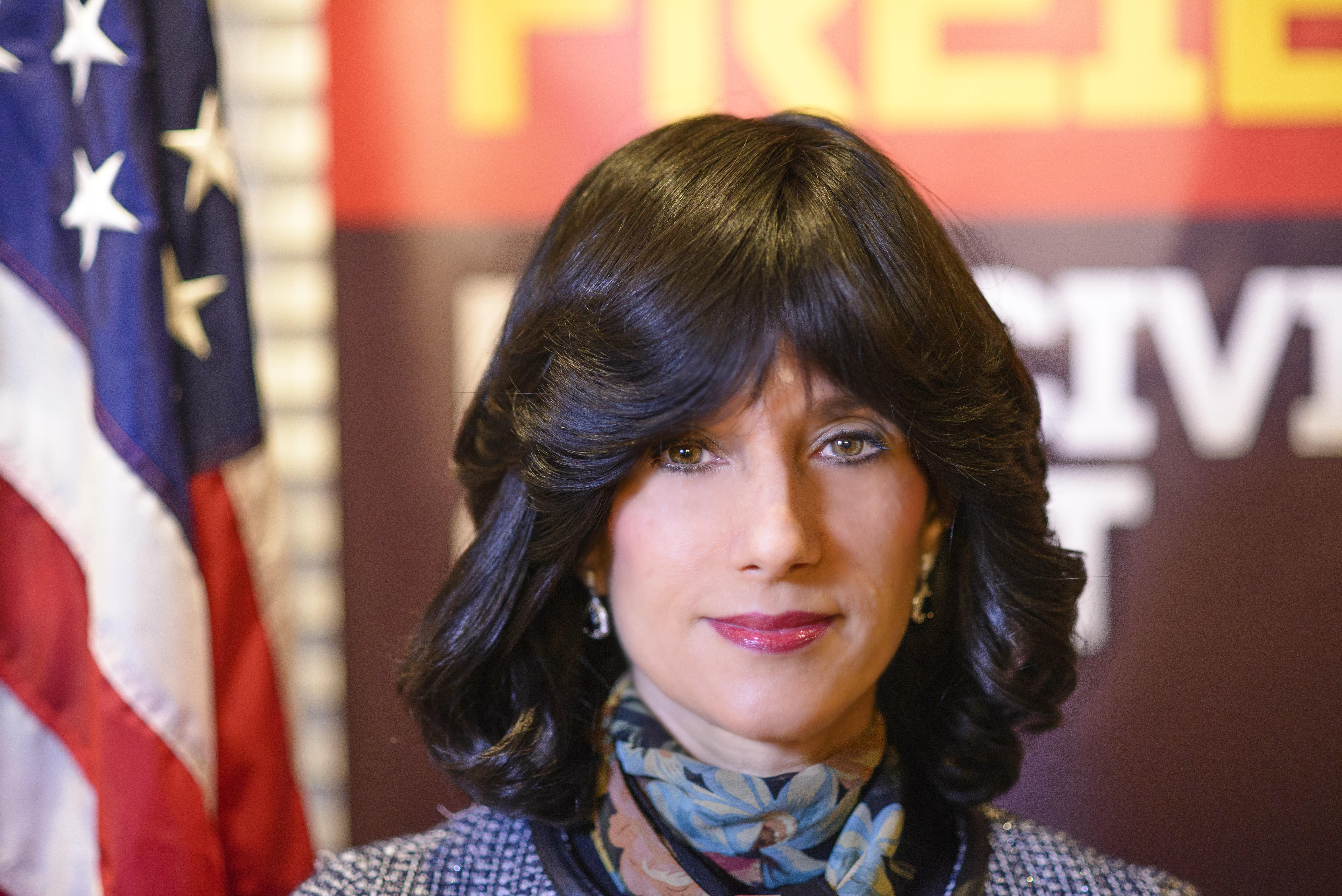
Sjeitel

Sjeitel (Jiddisch: שייטל, sheytl (m ev); שייטלעך, sheytlekh (m mv) of שייטלען, sheytlen (m mv); Hebreeuws: פאה נוכרית) is het Jiddische woord voor pruik.
Religieuze joodse vrouwen, zeker orthodox-joodse vrouwen, bedekken na hun huwelijk vaak hun hoofd. Dat kan met een sjaal of een hoofddoekje, maar de meeste kiezen voor een sjeitel.
Deze kan gemaakt zijn van synthetisch materiaal of van echt haar. Zelfs afgeknipt eigen hoofdhaar kan worden gebruikt, maar dat komt niet veel voor.
In 2005 ontstond een controverse over sjeitels, omdat de meeste sjeitels uit India komen en ontdekt werd dat de haren meestal afgeknipt worden in een Indiaas religieus ritueel. Volgens de halacha mag men geen voordeel halen uit iets dat ontstaan is tijdens een afgodendienst.
Ook los daarvan staan sommige orthodoxe rabbijnen het dragen van pruiken om het haar te verbergen niet toe. De belangrijkste daartussen is rabbijn Ovadia Yosef die het verboden heeft voor het gehele Sefardisch-charedisch jodendom.